# LiteOS
LiteOS est un système d'exploitation temps réel, sous licence libre BSD clause 3, développé par la société Huawei, à destination de l'internet des objets. En 2015, il tenait sur environ 10 Ko.
Le choix de cet OS par Huawei pour ses produits à destination de l'IoT est présenté en mai 2015.

## Jeu d'instruction ARM
Il est notamment compatible avec les architectures ARM Cortex-M, dont les séries Cortex-M0，Cortex-M3，Cortex-M et Cortex-M7.

## Jeu d'instruction RISC-V
En août 2019, GigaDevice présente sa série de microcontrôleurs GD32V basé sur l'architecture RISC-V avec notamment le GD32VF103 et l'annonce compatible avec LiteOS.
En octobre 2020, Huawei sort ses premiers kits de développement « HiHope HiSpark Wifi IoT », à destination de l'internet des objets utilisent un microcontrôleur Hisilicon Hi3518, compatible avec ses systèmes d'exploitation LiteOS, ainsi que HarmonyOS à destination des plateformes mobiles. Le compilateur fourni avec est un compilateur GCC à destination de code d'architecture RISC-V 32 bits.

## Architectures supportées
- GigaDevice
  - GD32F450I-EVAL
  - GD32F190R-EVAL
  - GD32F103C-EVAL
  - GD32F150R-EVAL
  - GD32F207C-EVAL
  - GD32VF103
- STMicroelectronics
  - STM32F411RE-NUCLEO
  - STM32F412ZG-NUCLEO
  - STM32F429I_DISCO
  - STM32L476RG_NUCLEO
  - STM32F746ZG_NUCLEO
  - STM32F103RB-NUCLEO
- Atmel
  - Atmel SAM D21 Xplained Pro
  - ATSAM4S-XPRO
  - ARDUINO ZERO PRO
- NXP
  - LPC824_LITE
  - LPC54110_BOARD
  - FRDM-KW41Z
  - FRDM-KL25Z
- Silicon Labs
  - EFM32 GIANT GECKO STARTER KIT EFM32GG-STK3700
  - EFM32 PEARL GECKO STARTER KIT SLSTK3401A
  - EFM32 HAPPY GECKO STARTER KIT SLSTK3400A
- MindMotion
  - MM32F103_MINI
  - MM32L373
  - MM32L073PF
- Nuvoton
- Nordic Semi
  - NRF52840-PDK
  - NRF52-DK
- MediaTek
  - LINKIT7687HDK
- Texas Instruments
  - LAUNCHXL-CC3220SF
- Microchip
  - ATSAME70Q21
- ADI
  - ADuCM4050
- Huawei
  - Hi3518
  - Kirin A1